# Lingampalli, Sedam
Lingampalli là một làng thuộc tehsil Sedam, huyện Gulbarga, bang Karnataka, Ấn Độ.